# 손찬웅
손찬웅(1989년 5월 9일 ~ )은 대한민국의 전직 스타크래프트 프로게이머로, 화승 OZ 소속의 프로토스 유저였다. 길드는 Op WHITECLAN-이며 아이디는 BackHo[WHITE], Jesus였다.
2006년 상반기 드래프트에서 르까프 OZ(현 화승 OZ)의 2차 지명으로 입단하였다.
박카스 스타리그 2008로 메이저 대회에 데뷔했으나 경험 부족을 드러내며 전패 탈락하였다. 그러나 심기일전하여 재도전한 EVER 스타리그 2008에선 이제동(현 화승 OZ), 한동욱(위메이드 폭스), 박영민(CJ 엔투스), 김택용(SKT T1), 허영무(삼성전자 칸)를 연파하며 4강에 오르는 기염을 토했다. 하지만 4강에서 박성준(STX)에게 3:1로 패하며 4강에 머물렀다.
4강에선 프로토스전 강자이자 골든 마우스를 노리던 '투신' 박성준(STX 소울)에게 1:3으로 완패하여, 4강 시드 획득으로 인크루트 스타리그 16강 진출이 확정되었으나 16강에서 전패 탈락하였다. 이때 개그맨 박명수에게 붙었던 별명인 하찮은을 살짝 바꾼 손찮은이라는 별명이 붙기도 하였다.
이후 건강 악화(허리디스크)로 대회 출전을 포기하고, 팀내 연습실 생활도 불가능해지는 등 '은퇴하는 것이 아니냐'는 말까지 나왔지만, 오랫동안 치료에 전념한 이후 09-10시즌 막판부터 팀에 복귀하여 간간이 프로리그에 출전했다. 그러나 병이 다시 도져 10-11시즌에서도 거의 출전하지 못했고, 그러던 중 2011년 7월에 은퇴를 선언했다. 은퇴 후 그는 신학대학에 입학해 신학을 공부한 후 목사가 된다고 밝혔다.

## 선GG 사건
2008년 12월 24일, 손찬웅은 바투 스타리그 36강 C조 2차전 3경기 김재춘과의 경기에서 거침없이 GG(실제로 채팅창에는 zizi yO를 입력하였다.)를 먼저 선언하는 해프닝을 펼치며 논란을 불러 일으켰다. 당시 그는 자신의 드라군이 죽는 소리가 김재춘이 gg를 치는 소리로 들렸다면서 해명을 하였다. 비록 상황의 불리함을 인정한 거침없이 김재춘이 패배를 인정하면서 손찬웅은 16강에 진출했지만 네티즌들은 관례를 어긴 손찬웅을 맹비난했고, 이로 인해 손찬웅은 손지지, 지지용라는 불명예스러운 별명을 얻었다. 이 후 손찬웅은 허리 디스크 악화로 16강 진출권을 포기했다. 이 사건 이 후 한국 e스포츠 협회에서는 경기포기의사 규정을 제정하여 위너스 리그 기간 동안 계도 기간을 두고 프로리그 4라운드 개막일인 4월 11일부터 모든 공식 리그에 적용했다. 경기포기의사 규정에 따르면 “경기포기의사 표시는 채팅창에 ‘gg, ‘GG’를 입력하는 것만 인정”하고 “경기포기의사 및 ‘ppp’ 이외의 문자를 채팅창에 입력 시 몰수패와 주의가 주어짐(예 : ㅎㅎ, ㅈㅈ, zizi 등)”

## 수상 경력
- 2006년 제 17회 커리지 매치 입상
- 2008년 박카스 스타리그 2008 16강
- 2008년 EVER 스타리그 2008 4강
- 2008년 곰TV TG삼보-인텔 클래식 2008 시즌1 4강
- 2008년 인크루트 스타리그 2008 16강
- 2008년 클럽데이 온라인 MSL 32강
- 2008년 곰TV TG삼보-인텔 클래식 2008 시즌2 8강
- 2008년 BATOO 스타리그 08~09 36강(허리디스크 악화로 인해 16강 출전 포기)
- 2009년 곰TV TG삼보-인텔 클래식 2008 시즌3 32강
- 2009년 박카스 스타리그 2009 16강
- 2009년 EVER 스타리그 2009 36강